# ۲۹۳ (قمری)
۲۹۳ (قمری)، دویست و نود و سومین سال در گاهشماری هجری قمری است. اول محرم این سال برابر با هفتم نوامبر سال ۹۰۵ میلادی است.

## رویدادها
- شورش مسلحانهٔ قرمطیان در یمن، شام و حوالی کوفه.
- بنیان‌گذاری حکومت حمدانیان در شام و جزیره

## زادگان
- نصر دوم سامانی امیر سامانیان

## منبع
- مشکویه رازی، تجارب‌الامم، ترجمهٔ علینقی منزوی، جلد پنجم، چاپ اول، انتشارات توس، ۱۳۷۶